# Cypress dome

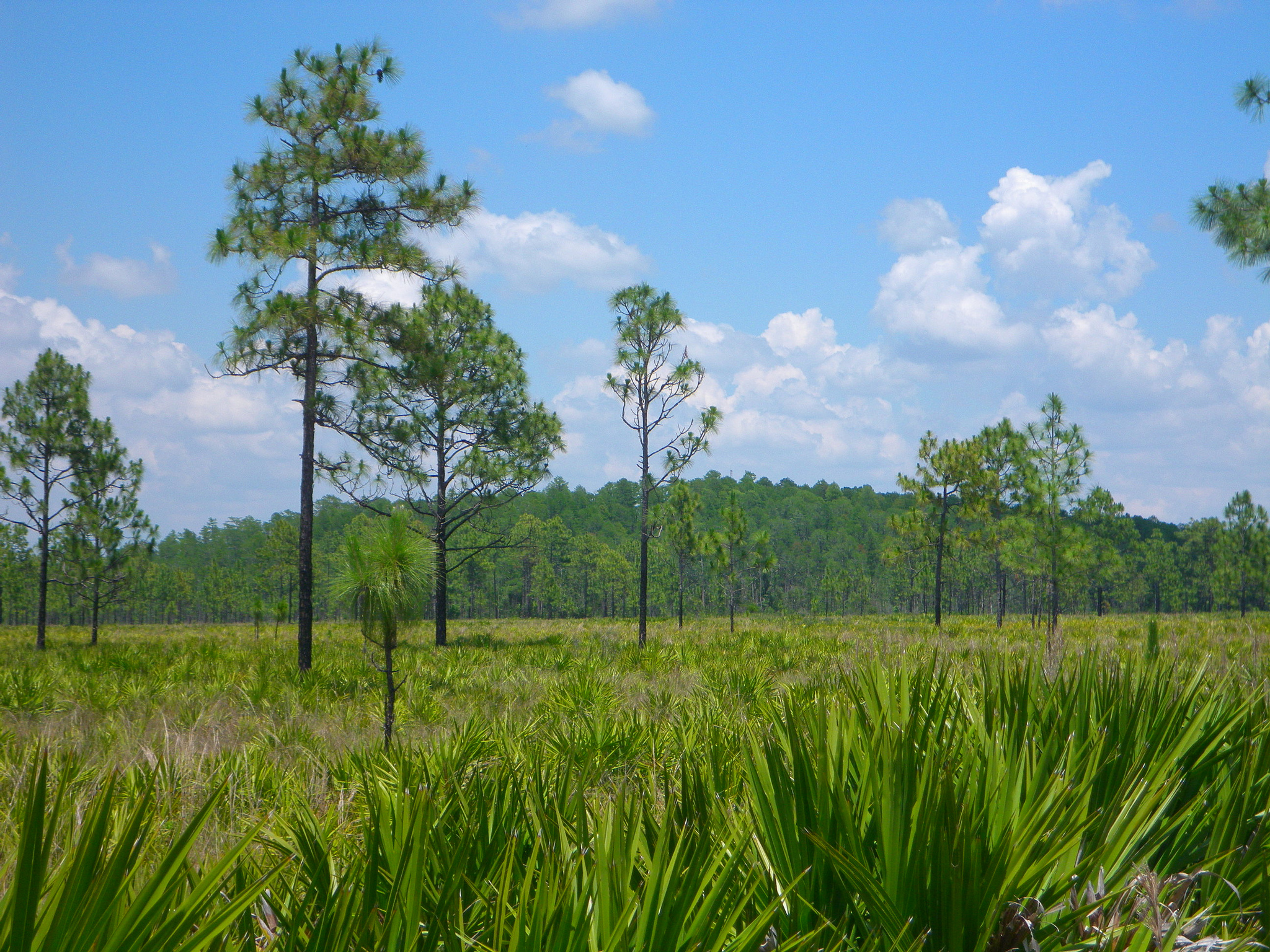
Un dôme de cyprès (à l'arrière plan).

Un cypress dome est un type de marais dominé par le Cyprès des marais (Taxodium distichum var. imbricarium) et/ou le Cyprès chauve (Taxodium distichum var. distichum). Les arbres au centre du marais sont plus grands et plus âgés que ceux autour, donnant une impression de dôme lorsqu'ils sont vus de loin.